# Hugo Clason
Hugo Amadues August Clason (Estocolmo, 2 de junho de 1865 — Solna, 21 de janeiro de 1935) foi um velejador sueco, medalhista olímpico. Ele competiu nos Jogos Olímpicos de Verão de 1912 na classe 12 Metre e conquistou a medalha de prata na disputa a bordo do Erna Signe com Nils Persson, Per Bergman, Dick Bergström, Kurt Bergström, Folke Johnson, Sigurd Kander, Ivan Lamby, Erik Lindqvist e Hugo Sällström.